# Oumar Dieng
Pour les articles homonymes, voir Dieng.
Oumar Dieng, né le 30 décembre 1972 à Dakar est un footballeur franco-sénégalais qui évoluait au poste de défenseur.

## Biographie
Oumar Dieng commence le football dans son pays natal, le Sénégal avant de rejoindre la France en 1989 en signant en faveur du Lille OSC. Lors de sa première saison au club, il participe à seize rencontre de première division mais joue moins la saison suivant, ne totalisant que six rencontres toutes compétitions confondues. N'entrant pas dans les plans de son entraîneur, il est prêté pour la saison 1991-1992 au CS Louhans-Cuiseaux qui évolue en Division 2. Il joue plus de trente matchs avant de retrouver le LOSC où il trouve une place de titulaire. 
En 1994, Dieng décide de rejoindre le Paris SG. Il y passe deux saisons sans jamais réellement s'imposer mais joue plus d'une cinquantaine de match et fait ses débuts en Ligue des champions avant de rejoindre l'Italie et plus précisément la Sampdoria. Il ne trouve pas sa place et revient en France après deux saisons en Italie. 
Avec l'AJ Auxerre, il fait enfin une saison complète avant d'être cependant prêté au CS Sedan. En 2000, il décide de rejoindre la Turquie où il connait trois clubs en cinq ans, Rizespor, Trabzonspor et Konyaspor puis la Grèce où il porte les couleurs de deux clubs en deux saisons, l'Akratitos Liosion et l'AO Kavala où il est entraîneur-joueur. Enfin, Oumar Dieng devient superviseur de Trabzonspor de 2007 à 2009.
International français Espoirs et Olympiques, il est quart de finaliste aux Jeux olympiques de 1996.

## Palmarès
Oumar Dieng remporte la Coupe de Turquie à deux reprises en 2003 et 2004 avec Trabzonspor. Il est également Vice-Champion de Turquie 2004.
Précédemment au Paris Saint-Germain, il est  Vice-Champion de France en 1996 et remporte la Coupe des vainqueurs de coupes en 1996. Pendant cette période, le club remporte la Coupe de France et la Coupe de la Ligue en 1995, deux finales qu'il ne joue pas.